# Inglewood, California
Inglewood, California là một thành phố thuộc quận Los Angeles trong tiểu bang California, Hoa Kỳ. Thành phố có tổng diện tích km², trong đó diện tích đất là 9,1 dặm vuông Anh (24 km2). Theo điều tra dân số Hoa Kỳ năm 2010, thành phố có dân số 109.673 người, là thành phố đông dân thứ 238 tại Hoa Kỳ và thành phố lớn thứ 46 bang California năm 2010.